# The Boss
The Boss este al doilea single extras de pe albumul lui Rick Ross, „Trilla”. Conține elemente din cântecul „Paul Revere” al celor de la The Beastie Boys. Piesa este produsă de JR Rotem. Jucătorii profesioniști de baseball, Matt Kemp de la echipa Los Angeles Dodgers și Brian McCann de la Atlanta Braves utilizează acest cântec la fiecare intrare a lor în terenul de joc.
"The Boss" a fost lansat pe iTunes pe data de 14 februarie 2008.

## Videoclipul
Videoclipul a fost regizat de Diane Martel, și a fost lansat pe 21 februarie.În videoclip își fac apariția Fat Joe, Felicia „Snoop” Pearson și Anwan Glover, ultimii doi fiind protagoniști în controversatul show HBO, The Wire.

## Poziția în topuri
| Top                                  | Poziția |
| ------------------------------------ | ------- |
| U.S. Billboard Hot 100               | 17      |
| U.S. Billboard Pop 100               | 53      |
| U.S. Billboard Hot R&B/Hip-Hop Songs | 5       |
| U.S. Billboard Hot Rap Tracks        | 2       |
| U.S. Billboard Rhythmic Top 40       | 6       |